# Asger Hamerik
Asger Hamerik, født Hammerich (født 8. april 1843 i København, død 13. juli 1923 på Frederiksberg) var dansk komponist og dirigent.

## Liv
Hamerik var søn af teologiprofessor Frederik Hammerich (1809-77), og skulle selv have studeret teologi, men lod i 1859 sit musikalske talent føre sig til musikstudiet i stedet for. Som lærere havde han bl.a. Niels W. Gade og J.P.E. Hartmann, som han i øvrigt var i familie med. Efter endte studier rejste han i 1862 til London og senere til Berlin, hvor han studerede klaver under Hans von Bülow, som skal have udtalt at Hamerik var den eneste af hans elever, der hos ham havde glemt at spille. Han brugte nemlig sine kræfter på at studere komposition i stedet. På grund af krigen mellem Preussen/Østrig og Danmark i 1864 rejste han videre til Paris og ændrede i øvrigt sit navn til Hamerik fra det tyskklingende Hammerich. I Paris studerede han under bl.a. Hector Berlioz indtil 1869. Efter dennes død rejste han rundt i Europa, indtil han i 1871 fik tilbudt stillingen som leder af musikkonservatoriet Peabody Institute i Baltimore i USA. Denne stilling bestred han til 1898. En stor del af hans musik er skrevet og uropført i USA. I 1890 havde han sandsynligvis aftalt med N.W. Gade at vende hjem og overtage ledelsen af konservatoriet i København, men Gade døde, og en eventuel aftale blev ikke overholdt af bestyrelsen. Efter en koncertrejse rundt i Europa slog han sig ned i Danmark i 1900. Hans musik eller øvrige virke fik ikke nævneværdig opmærksomhed i fædrelandet, og først i CD’ens tid har musikken fået en renæssance. Hameriks kone, Margaret komponerede i sine unge år og deres søn, Ebbe Hamerik var også komponist. Asger Hameriks broder var musikforskeren Angul Hammerich.
Han blev Ridder af Dannebrog 1890 og Dannebrogsmand 1913.
Han er begravet på Vestre Kirkegård.

## Musik
Hamerik var sin tids bedst kendt danske komponist i udlandet næst efter Gade. Men fordi han opholdt sig i udlandet det meste af tiden, blev det ikke bemærket i Danmark, og andre komponister, der var til stede, fik bedre betingelser for at få opført deres musik end han. I USA blev han imidlertid betragtet som en betydningsfuld musikpersonlighed. Hameriks værker var mest i den store stil, symfonier og andre stort anlagte værker for orkester og store kor. Han besad en udviklet evne for formdannelse og sammenhæng. Bortset fra de ’’Nordiske suiter’’ var stilen ikke speciel dansk eller nordisk, men mere inspireret af Berlioz. Dennes tanker om ”idée fixe” (et stadigt tilbagevendende tema i forskellige skikkelser) kan hyppigt genfindes i Hameriks musik, særligt i symfonierne. I parisertiden kan man finde Berlioz´ indflydelse i det monstrøst instrumenterede værk ’’Hymne à la Paix’’. Alt i alt var Hamerik nok den mindst nationalt orienterede danske komponist i romantikken.

## Værker i udvalg
- Orkesterværker
  - Når bøgen springer ud (1860)
  - op. 3 Symfoni i c-mol (1860, forsvundet)
  - op. 7 Gurre (ouverture 1862)
  - op. 19 Jødisk trilogi (1868)
  - op. 22 Nordisk Suite nr. 1 i C-dur (1871/72)
  - op. 23 Nordisk Suite nr. 2 i g-mol (ca. 1872)
  - op. 24 Nordisk Suite nr. 3 i a-mol (1873/74)
  - op. 25 Nordisk Suite nr. 4 i D-dur (ca. 1875)
  - op. 26 Nordisk Suite nr. 5 i A-dur (ca. 1876)
  - op. 29 Symfoni nr. 1 i F-dur "Symphonie poètique" (1879/80)
  - op. 39 Kristelig trilogi (1881)
  - op. 32 Symfoni nr. 2 i c-mol "Symphonie tragique" (1882/83)
  - op. 33 Symfoni nr. 3 i E-dur "Symphonie lyrique" (1883/84)
  - op. 35 Symfoni nr. 4 i C-dur "Symphonie majestueuse" (1888/89)
  - op. 36 Symfoni nr. 5 i g-mol "Symphonie sérieuse" (1889-91)
  - op. 38 Symfoni nr. 6 i G-dur "Symphonie spirituelle" for strygeorkester (1897)
  - op. 40 Symfoni nr. 7 "Korsymfoni" for mezzosopran, kor og orkester (1898, rev.1901-06)
  - op. 41 Folkevise med Variationer(1912) (strygeorkester)

- Vokalmusik
  - op. 12 Tovelille (opera 1863-65)
  - op. 17 Hymne à la Paix (soli, kor og stort orkester – 1867)
  - op. 18 Hjalmar og Ingeborg (opera 1868)
  - op. 20 La vendetta (opera 1870)
  - op. 21 Den rejsende (opera 1871)
  - op. 31 Kristelig trilogi (baryton, kor og orkester – 1882)
  - op. 34 Requiem (1886/87)

- Kammermusik
  - op. 6 Klaverkvintet i c-mol (1862)
  - op. 27 Romance for cello og klaver (eller orkester – 1878)
  - op. 39a Fire præludier for orgel (ca. 1905)